# العلاقات الهندية الليتوانية
العلاقات الهندية الليتوانية هي العلاقات الثنائية التي تجمع بين الهند وليتوانيا.

## مقارنة بين البلدين
هذه مقارنة عامة ومرجعية للدولتين:
| وجه المقارنة                                              | الهند                       | ليتوانيا                                                    |
| --------------------------------------------------------- | --------------------------- | ----------------------------------------------------------- |
| المساحة (كم2)                                             | 3.29 مليون                  | 65.30 ألف                                                   |
| عدد السكان (نسمة)                                         | 1.35 مليار                  | 2.79 مليون                                                  |
| الكثافة السكانية (ن./كم²)                                 | 410.33                      | 42.73                                                       |
| العاصمة                                                   | نيودلهي                     | فيلنيوس، كاوناس                                             |
| اللغة الرسمية                                             | اللغة الهندية، لغة إنجليزية | اللغة الليتوانية                                            |
| العملة                                                    | روبية هندية                 | ليتاس ليتواني، يورو                                         |
| الناتج المحلي الإجمالي (بليون دولار)                      | 2.60 تريليون                | 47.17 مليار                                                 |
| الناتج المحلي الإجمالي (تعادل القوة الشرائية) بليون دولار | 8.00 تريليون                | 84.06 مليار                                                 |
| الناتج المحلي الإجمالي الاسمي للفرد دولار أمريكي          | 1.60 ألف                    | 14.15 ألف                                                   |
| الناتج المحلي الإجمالي للفرد دولار أمريكي                 | 5.70 ألف                    | 27.69 ألف                                                   |
| مؤشر التنمية البشرية                                      | 0.609                       | 0.839                                                       |
| رمز المكالمات الدولي                                      | +91                         | +370                                                        |
| رمز الإنترنت                                              | .in، .भारत ‏، .بھارت ‏،        | .lt                                                         |
| المنطقة الزمنية                                           | ت ع م+05:30، توقيت الهند    | ت ع م+02:00، ت ع م+03:00، أوروبا/فيلنيوس ‏، توقيت شرق أوروبا |

## منظمات دولية مشتركة
يشترك البلدان في عضوية مجموعة من المنظمات الدولية، منها:
| علم المنظمة | اسم المنظمة                        | تاريخ انضمام الهند | تاريخ انضمام ليتوانيا |
| ----------- | ---------------------------------- | ------------------ | --------------------- |
|             | يونسكو                             | 4 نوفمبر 1946      | 7 أكتوبر 1991         |
|             | مؤسسة التمويل الدولية              | 20 يوليو 1956      | 15 يناير 1993         |
|             | منظمة حظر الأسلحة الكيميائية       | ?                  | ?                     |
|             | مؤسسة التنمية الدولية              | 24 سبتمبر 1960     | 23 سبتمبر 2011        |
|             | منظمة التجارة العالمية             | 1995               | ?                     |
|             | وكالة ضمان الاستثمار متعدد الأطراف | 6 يناير 1994       | 8 يونيو 1993          |
|             | الاتحاد البريدي العالمي            | ?                  | ?                     |
|             | الاتحاد الدولي للاتصالات           | 1869               | 1 يوليو 1923          |
|             | منظمة الشرطة الجنائية الدولية      | ?                  | ?                     |
|             | الأمم المتحدة                      | 30 أكتوبر 1945     | 17 سبتمبر 1991        |
|             | البنك الدولي للإنشاء والتعمير      | 27 ديسمبر 1945     | 6 يوليو 1992          |

## وصلات خارجية
- موقع وزارة الخارجية الهندية
- موقع وزارة الخارجية الليتوانية